# 胡立成
胡立成（1939年9月18日—2015年1月8日）為台灣男性配音員，曾為港星吳孟達的常任配音員。

## 配音作品
- 主要角色名稱以粗體顯示。
- 以下皆為國語配音。

### 台灣動畫電影
| 播映年份 | 作品名稱   | 配演角色                         | 備註 |
| -------- | ---------- | -------------------------------- | ---- |
| 1994     | 禪說阿寬   | 鄒教授                           |      |
| 2010     | 鑑真大和尚 | 團頭 班景倩 吉備真備（國語部份） |      |
| 2019     | 貓影特工   | 太極星貓博士                     |      |

### 香港電影
- 《三人做世界》：袁琨鵬
- 1993《超級學校霸王》：將軍(盧惠光飾演)
- 1993《太極張三豐》：凌道長(袁祥仁飾演)
- 1994《凌凌漆大戰金鎗客》：達聞西(羅家英飾演)、賴有為(梁克遜飾演)、行刑隊隊長(古明華飾演)
- 1994《賭神2》：禿鷹(羅家英飾演)、陳金城(鮑漢琳飾演)
- 1996《大內密探零零發》：佛印(羅家英飾演)
- 《精武英雄》：廚師(黃新飾演)

### 日本動畫
- 《櫻桃小丸子》：櫻友藏、旁白※第一期、第二期105至260集

### 歐美動畫
- 《米老鼠與好朋友》：森林管理員(部分集數)
- 《唐老鴨新傳》：飯桶博士、其它客串角色
- 《米老鼠新傳》：飯桶博士、史高治
- 《米老鼠群星會》：飯桶博士
- 《米奇妙妙屋》：飯桶博士

### 日本動畫電影
- 《魔法公主》：乙事主
- 《風之谷》：炮艇老爺
- 《平成狸合戰》：鶴龜和尚
- 《神奇寶貝劇場版：超夢的逆襲》：創造超夢的博士
- 《神奇寶貝劇場版：夢幻之神奇寶貝 洛奇亞爆誕》：長老

### 歐美動畫電影
- 《白雪公主》：瞌睡蟲
- 《小鹿斑比2》：豪豬
- 《小飛俠》：史密先生
- 《夢不落帝國》：史密先生
- 《石中劍》：梅林
- 《森林王子》：巴齊
- 《森林王子2》：迪齊、齊格
- 《貓兒歷險記》：拉法葉
- 《狐狸與獵狗》：阿摩斯·史萊德
- 《狐狸與獵狗2》：阿摩斯·史萊德
- 《美女與野獸》：莫維斯
- 《阿拉丁》：飾品商
- 《風中奇緣2：倫敦之旅》：詹姆斯國王
- 《大力士》：主述人、安斐翁
- 《花木蘭》：花弧
- 《花木蘭2》：花弧
- 《泰山2》：竺怪
- 《變身國王》：魯迪（沒精神時）
- 《變身國王2：高剛外傳》：魯迪（咕嚕-魯迪）
- 《失落的帝國》：凱希金·尼塔克（國王）
- 《失落的帝國：神秘的水晶》：山姆·麥基恩
- 《迪士尼公主的奇幻歷險：追尋你的夢想》：休伯特國王
- 《唐老鴨俱樂部之失落的神燈》： 史高治
- 《米奇的神奇耶誕》：飯桶博士、史高治
- 《米奇耶誕嘉年華》：史高治
- 《蟲蟲危機》：螳螂曼尼
- 《怪獸電力公司》：傑瑞
- 《天外奇蹟》：查爾斯·蒙茲